# Bycze Góry
Bycze Góry – wzniesienia o wysokości do 151,4 m n.p.m. na Pojezierzu Drawskim, położone w województwie zachodniopomorskim, powiecie koszalińskim, gminie Bobolice. Bycze Góry znajdują się na północnym krańcu Pojezierza Drawskiego, przed doliną Radwi zaliczaną w tym fragmencie do Wysoczyzny Polanowskiej. Są w całości zalesione.
Ok. 0,8 km na zachód leży wieś Cybulino. Ok. 0,8 km na północ przebiega droga wojewódzka nr 168. Ok. 1 km na południowy wschód znajdujące się w tym samym ciągu wyniosłości wzniesienia nazywają się Krzewiny.
Teren wzniesień został objęty obszarem specjalnej ochrony siedlisk Dolina Radwi, Chocieli i Chotli.
Nazwę Bycze Góry wprowadzono urzędowo w 1949 roku, zastępując poprzednią niemiecką nazwę Bötsche Berge.